# Hornia minutipennis
Hornia minutipennis là một loài bọ cánh cứng trong họ Meloidae. Loài này được Riley miêu tả khoa học năm 1877.